# Aoniraptor
Aoniraptor libertem
Genre
Espèce
Aoniraptor est un genre éteint de dinosaures du groupe Megaraptora qui vivaient en Amérique du Sud durant le Crétacé supérieur. 
Il est représenté par une seule espèce, Aoniraptor libertem, décrite en 2016 à partir de restes découverts dans la formation géologique de Huincul, en Argentine.